# MKAD
MKAD (cyr. МКАД, od Московская Кольцевая Автомобильная Дорога – Moskiewska Obwodnica Samochodowa) – obwodnica Moskwy.

## Historia
Gwałtowny wzrost ruchu drogowego w latach 50. XX wieku zmusił władze do budowy obwodnicy stolicy, będącej największym miastem Związku Radzieckiego. Otwarta do ruchu w 1961 roku droga miała dwie jezdnie siedmiometrowej szerokości, po dwa pasy ruchu każda. Jezdnie były rozdzielone czterometrowym pasem zieleni. W latach 1995–1997 została poszerzona do dziesięciu pasów, wszystkie węzły drogowe przebudowano na bezkolizyjne, usunięto sygnalizację świetlną, przejścia dla pieszych zastąpiono kładkami, a jezdnie rozdzielono betonową przegrodą. W 2001 roku drodze nadano status drogi ekspresowej. MKAD ma długość 109 kilometrów.
Przez długi czas MKAD stanowiła granicę administracyjną Moskwy. Dopiero w latach 80. granice miasta przekroczyły linię obwodnicy. W grudniu 2002 roku otwarto pierwszą stację metra położoną poza kołem ograniczonym drogą.
Wewnątrz obwodnicy znajduje się obszar o powierzchni 877 km², uważany za swoisty „trzon” miasta.